# Bleak Law
Bleak Law är en kulle i Storbritannien.   Den ligger i kommunen South Lanarkshire och riksdelen Skottland, i den centrala delen av landet, 500 km norr om huvudstaden London. Toppen på Bleak Law är 445 meter över havet, eller 85 meter över den omgivande terrängen. Bredden vid basen är 3,4 km.
Terrängen runt Bleak Law är platt åt sydväst, men åt nordost är den kuperad.Runt Bleak Law är det glesbefolkat, med 8 invånare per kvadratkilometer. Närmaste större samhälle är Livingston, 17,6 km norr om Bleak Law. Trakten runt Bleak Law består i huvudsak av gräsmarker.